# Heinkel
«Хейнкель» (нем. Heinkel Flugzeugwerke) — немецкая авиастроительная компания, основанная Эрнстом Хейнкелем, производившая военные и тренировочные самолёты с 1922 по 1965 год. В 1965 компания прекратила своё существование в результате слияния с Vereinigte Flugtechnische Werke.

## История
Компания Heinkel была основана в Варнемюнде в 1922 году, после того как ослабились запреты на немецкое авиастроение Версальским договором. Штаб-квартира находилась в Ростоке, при заводе Мариене, с дополнительным подразделением «Heinkel-Sud», открытом в Швехате (Австрия) после аншлюса 1938 года.
Первый успех компании связан с разработкой в 1932 году высокоскоростного самолёта Heinkel He 70 Blitz, предназначенного для почтовых и пассажирских перевозок Deutsche Lufthansa, побившего несколько рекордов скорости самолётов своего класса. В его составе было два двигателя от Heinkel He 111 Doppel-Blitz, ставшего основой для производства бомбардировщиков Люфтваффе во время Второй мировой войны.
Самыми известными инженерами Heinkel того времени были братья Зигфрид и Вольтер Гюнтеры и Генрих Гертель.

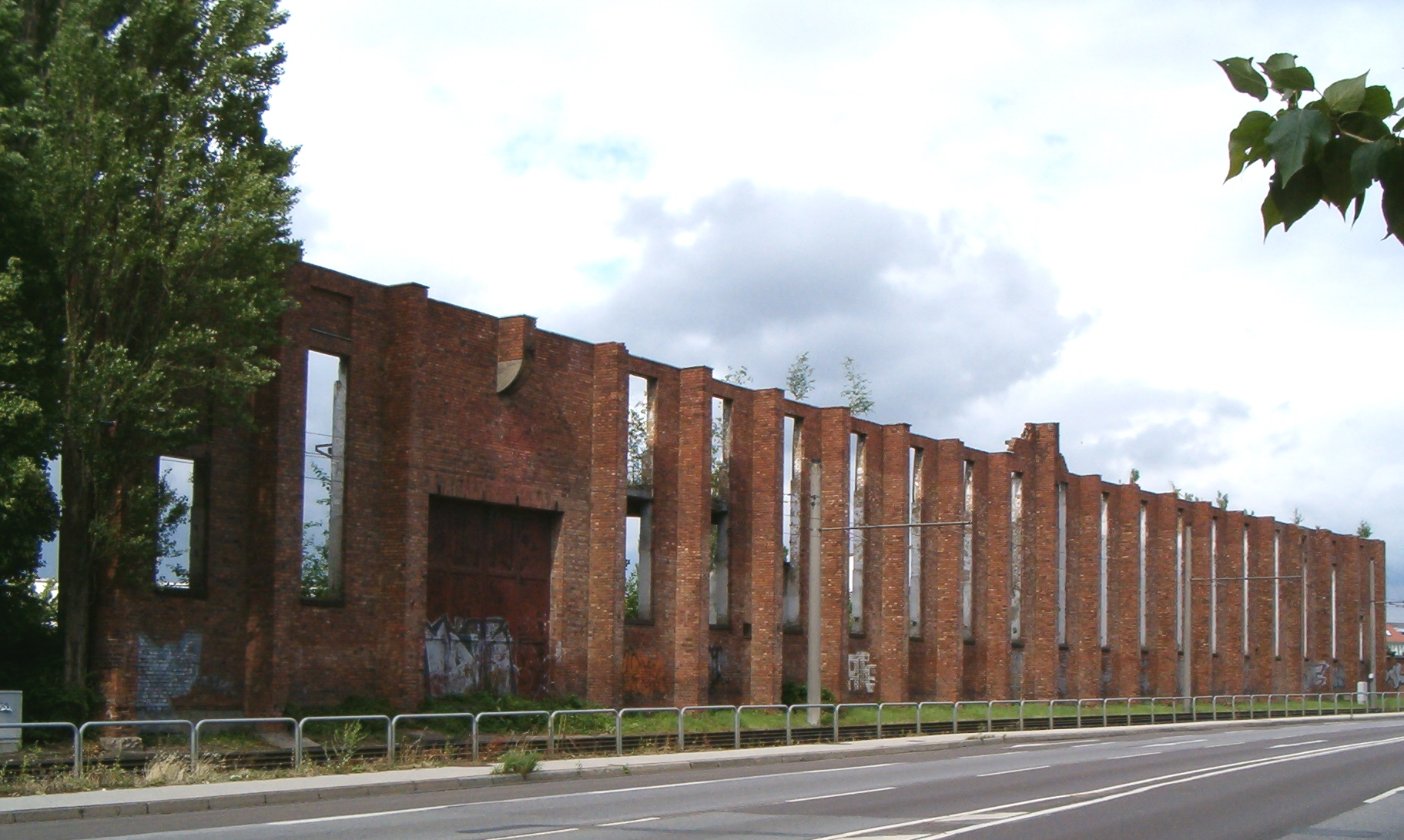
Руины штаб-квартиры Heinkel в Ростоке

Компания занималась производством бомбардировщиков. Она внесла вклад в развитие высокоскоростных самолётов. На данный момент часто ассоциируется как производитель самолётов Люфтваффе во время Второй мировой войны. Начало этому положила адаптация Heinkel He 70 и, в частности, Heinkel He 111, для использования в качестве бомбардировщиков. Heinkel также поставлял Люфтваффе тяжёлый бомбардировщик Heinkel He 177, хотя он и не производился в больших количествах. Немецкая Люфтваффе, оснащённая этими бомбардировщиками, с системами навигации Z-Gerät, Y-Gerät и Knickebein, разработанных Иоганессом Плендлом, стала первой, кто использовал системы ночной навигации, в настоящее время ставшей обязательной для всех самолётов.
Heinkel была менее успешна в продаже самолётов-истребителей. Перед войной Heinkel He 112 был отвергнут в пользу Messerschmitt Bf 109. Попытки Heinkel потеснить разработки Messerschmitt моделью Heinkel He 100 провалились из-за политической защиты Рейхсминистерства авиации (РМА). Помимо этого, в конце войны компания представила Люфтваффе выдающийся ночной истребитель Heinkel He 219, который также пострадал от политических решений и производился лишь в ограниченных количествах.
С 1941 года и до конца войны компания была объединена с производителем двигателей Hirth в объединение Heinkel-Hirth, предоставившей ей возможность производства собственных военных самолётов. Также компании были переданы бывшие польские производственные мощности, в частности заводы в Варшаве, Жешуве и Мелеце (Polskie Zakłady Lotnicze). Кроме того компания использовала труд заключённых и военнопленных на основном предприятии в Швехате и в концентрационном лагере Маутхаузен.

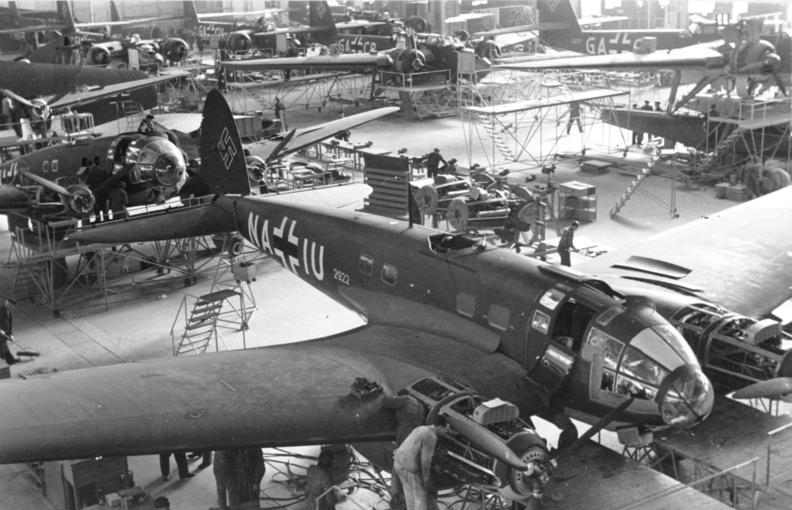
Производство Heinkel He 111 (1939)

Имя Heinkel неразрывно связано с пионерскими разработками в области создания авиационных двигателей и ракетостроении. В 1939 году Эрих Варзиц пролетел на Heinkel He 176 и Heinkel He 178 и стал первым лётчиком, управлявшим самолётом с турбореактивными двигателями, работавшими на жидком топливе, после чего Heinkel был разработан прототип Heinkel He 280. Эта модель так и не достигла производства, в связи с тем, что РМА желал, чтобы Heinkel сосредоточился на производстве бомбардировщиков, а не способствовал развитию конкурентной модели Messerschmitt Me 262. Намного позже в войне, истребитель Heinkel He 162 Volksjager поднялся в воздух, но не был опробован в боевых условиях.
После войны Heinkel перешла от авиастроения к производству велосипедов, мотороллеров (смотрите ниже) и микроавтомобиля Heinkel. В середине 1950-х компания вернулась к производству самолётов, производя по лицензии F-104 Starfighter для западногерманского Люфтваффе. В 1965 компания была поглощена Vereinigte Flugtechnische Werke (VFW), которая в свою очередь была поглощена Messerschmitt-Bölkow-Blohm в 1980.

## Продукция

### Самолёты

#### HD —Heinkel Doppeldecker
- Heinkel HD 14
- Heinkel HD 16
- Heinkel HD 17
- Heinkel HD 19
- Heinkel HD 21
- Heinkel HD 22
- Heinkel HD 23
- Heinkel HD 24 тренировочный гидросамолёт (1926)
- Heinkel HD 25
- Heinkel HD 26
- Heinkel HD 28
- Heinkel HD 29
- Heinkel HD 32
- Heinkel HD 33
- Heinkel HD 35
- Heinkel HD 36 истребитель (биплан)
- Heinkel HD 37 истребитель (биплан)
- Heinkel HD 38
- Heinkel HD 39
- Heinkel HD 40
- Heinkel HD 42[англ.] гидросамолёт
- Heinkel HD 43 истребитель (биплан)

#### HE —Heinkel Eindecker
- Heinkel HE 1 поплавковый гидросамолёт с низким расположением крыла (моноплан)
- Heinkel HE 2 усовершенствованный HE 1
- Heinkel HE 3[англ.]
- Heinkel HE 4 разведывательный (моноплан)
- Heinkel HE 5 разведывательный (моноплан)
- Heinkel HE 8 разведывательный (моноплан)
- Heinkel HE 9
- Heinkel HE 12
- Heinkel HE 18
- Heinkel HE 37
- Heinkel HE 38

#### He —Heinkel(RLM designator)
- Heinkel He 45 бомбардировщик + тренировочный
- Heinkel He 46 разведывательный
- Heinkel He 49 истребитель (биплан)
- Heinkel He 50 разведывательный + пикирующий бомбардировщик (биплан)
- Heinkel He 51 истребитель + огневая поддержка (биплан)
- Heinkel He 57 Heron
- Heinkel He 58
- Heinkel He 59 разведывательный гидросамолёт (биплан)
- Heinkel He 60 корабельный разведывательный гидросамолёт (биплан)
- Heinkel He 70 «Blitz», транспортный одномоторный + почтовый, 1932
- Heinkel He 72 Kadett, тренировочный
- Heinkel He 74 истребитель + тренировочный (прототип)
- Heinkel He 100 истребитель
- Heinkel He 111 бомбардировщик
- Heinkel He 112 истребитель
- Heinkel He 113 (фиктивное обозначение He 100)
- Heinkel He 114 разведывательный гидросамолёт
- Heinkel He 115 гидросамолёт общего назначения
- Heinkel He 116 транспортный + разведывательный
- Heinkel He 117
- Heinkel He 118
- Heinkel He 119 одномоторный высокоскоростной бомбардировщик (прототипы), разведчик, 1937
- Heinkel He 120 четырёхмоторный пассажирский самолёт большой дальности, летающая лодка (проект), 1938
- Heinkel He 162 «Salamander» Volksjäger истребитель
- Heinkel He 170[англ.]
- Heinkel He 172[англ.] тренировочный (прототип)
- Heinkel He 176 пионерский турбореактивный самолёт на жидком топливе (прототип)
- Heinkel He 177 Greif (Griffon), тяжёлый бомбардировщик большой дальности Третьего Рейха
- Heinkel He 178 первый в мире самолёт с турбореактивными двигателями
- Heinkel He 219 Uhu, ночной истребитель
- Heinkel He 270
- Heinkel He 274 высотный бомбардировщик, на базе He 177, два прототипа были построены во Франции после войны
- Heinkel He 277 высотный бомбардировщик, рабочий чертёж Amerika Bomber[англ.] на базе He 177 с четырьмя индивидуальными радиальными двигателями
- Heinkel He 280 истребитель (реактивный)
- Heinkel He 343 бомбардировщик с четырьмя двигателями (реактивный) (проект), 1944
- Heinkel He 519[англ.] высокоскоростной бомбардировщик (производный от He 119)(проект), 1944
- Heinkel Type 98[англ.] бомбардировщик средней дальности
- Heinkel Navy Type He[англ.] истребитель-перехватчик
- Heinkel A7He[англ.]

#### P —Projekt
- Heinkel He P.1076[англ.], Почти обычный прототип 1944 года, с обратной стреловидностью крыла двойным пропеллером.
- Heinkel P.1077 Julia
- Heinkel P.1078[англ.]
- Heinkel He P.1078A[англ.], истребитель (реактивный) (проект)
- Heinkel He P.1078B[англ.], бесхвостый истребитель (реактивный) (проект)
- Heinkel He P.1078C[англ.], бесхвостый истребитель (реактивный) (проект), 1944
- Heinkel He P.1079A[англ.], двухмоторный ночной истребитель (реактивный) (проект)
- Heinkel He P.1079B/I[англ.], всепогодный тяжёлый истребитель (летающее крыло) (реактивный) (проект)
- Heinkel He P.1079B/II[англ.], всепогодный тяжёлый истребитель (летающее крыло) (реактивный) (проект), 1945
- Heinkel Lerche
- Heinkel Wespe[англ.]

### Микроавтомобили

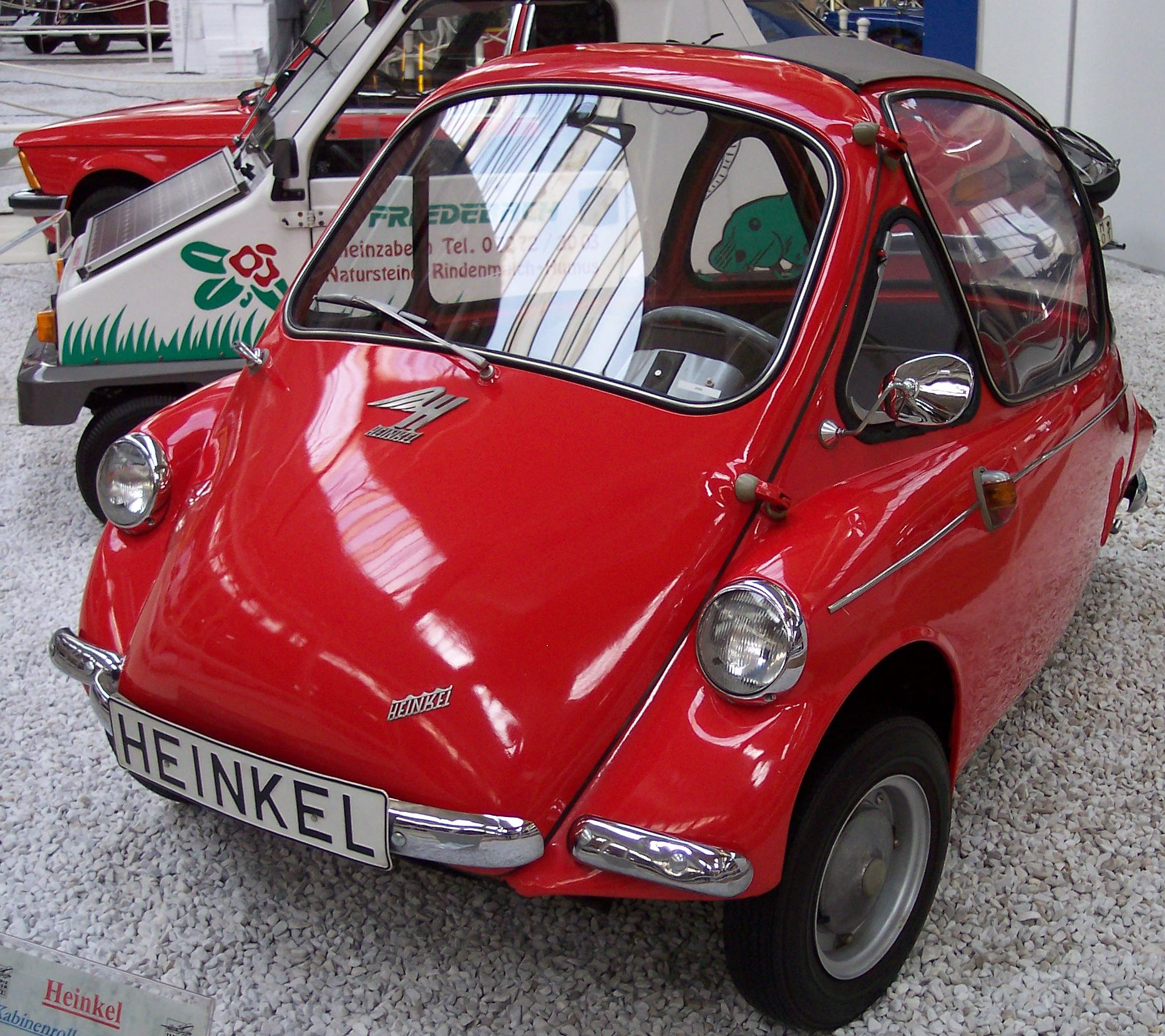
Heinkel Kabine

Heinkel представил мотоколяску «Kabine» в 1956. Одновременно с ним были представлены BMW Isetta и Messerschmitt KR200. Он имел кузов монокок и четырёхтактный одноцилиндровый двигатель.
Heinkel остановил производство Kabine в 1958, но производство было развёрнуто по лицензии компанией Dundalk Engineering в Ирландии, а впоследствии в Великобритании Trojan Cars, которая прекратила производство в 1966. С 1959 по 1962 гг. мотоколяски также выпускались в Аргентине по лицензии.

### Мотороллеры

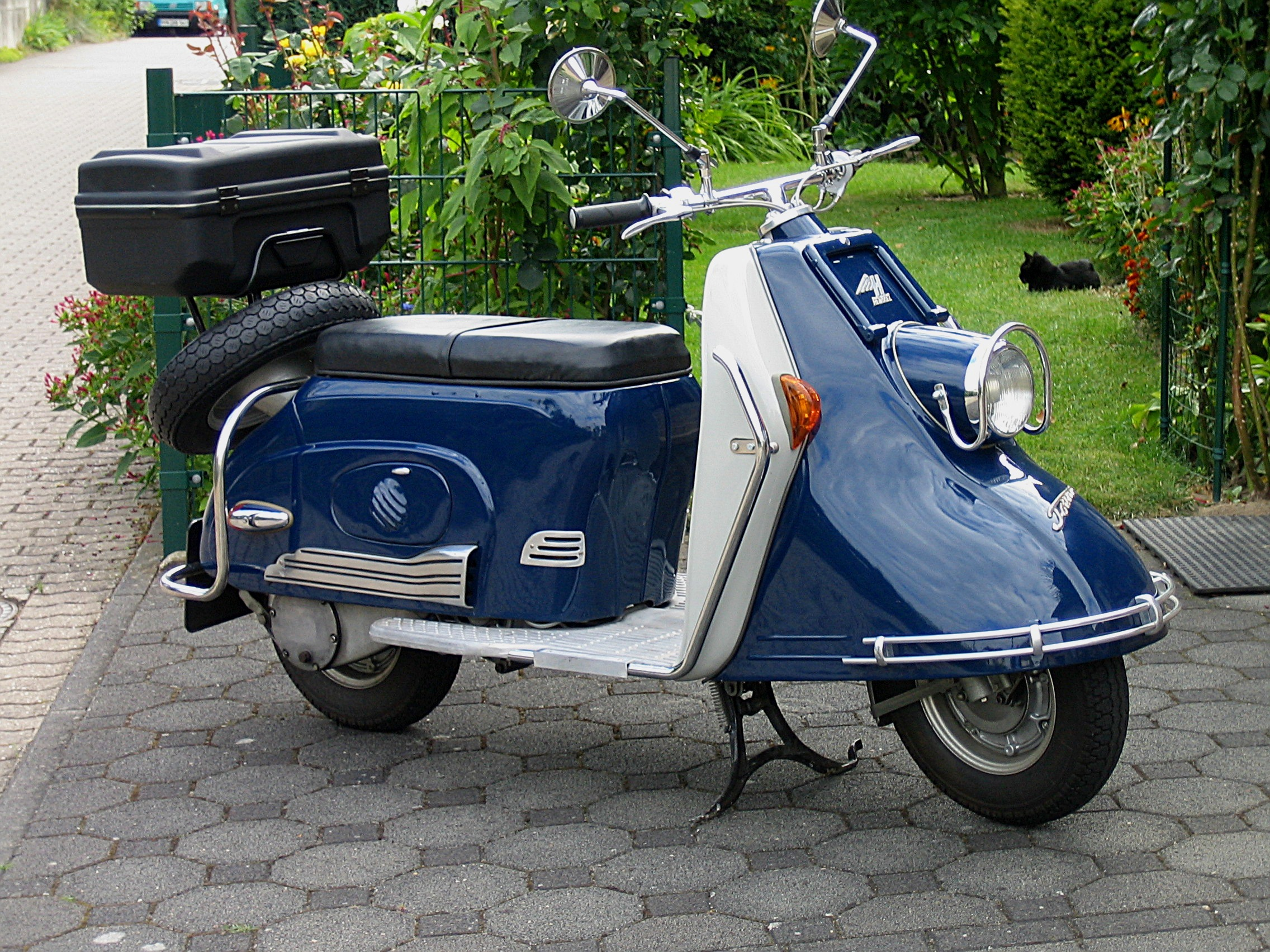
Heinkel Tourist 175 (1956)

Heinkel представил мотороллер «Tourist» в 1950-х, который известен своей надёжностью. Большой и относительно тяжёлый, он предоставлял хорошую защиту от непогоды благодаря обтекателю переднего колеса, имеющего фиксированную область вращения. «Tourist» имел хорошую аэродинамику, что неудивительно, с учётом его авиационного прошлого и хотя он имел только 174 см³. четырёхтактный двигатель мощностью 9.5 л. с., он мог развивать скорость до 110 км/ч (официально 93 км/ч).
Heinkel также производил лёгкий 150 см³. мотороллер, названный Heinkel 150.

### Мопеды

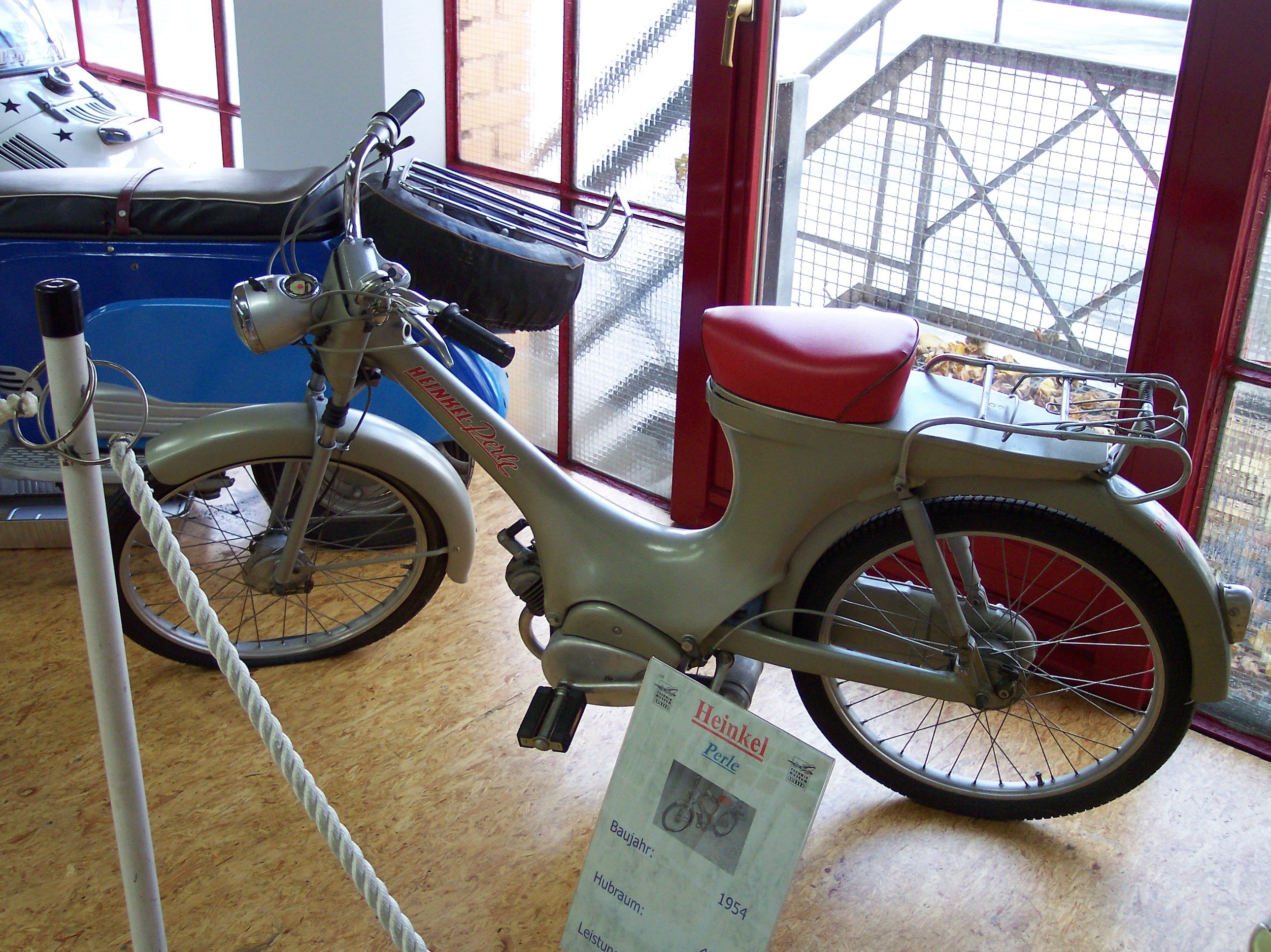
Heinkel Perle

Heinkel производил мопед Perle с 1954 до 1957. Perle имел сложную односплавную[перепроверить] раму, заднюю подвеску, полностью закрытую цепь с интегральным амортизатором и сменные колёса. Из-за высокого уровня сложности конструкции его производство было высокозатратным. Всего было продано около двадцати семи тысяч мопедов Perles.